# Санкт-Квирин-Плац (станция метро)
«Санкт-Квирин-Плац» (нем. St.-Quirin-Platz) — станция Мюнхенского метрополитена, расположенная на линии  между станциями «Веттерштайнплац» и «Мангфалльплац». Станция находится в районе Унтергизинг-Харлахинг (нем. Untergiesing-Harlaching).

## История
Открыта 8 ноября 1997 года в составе участка «Колумбусплац» — «Мангфалльплац». В первоначальном планировании линии станции не было, но из-за слишком большого расстояния между станциями (1,4 км), было решено построить эту станцию, в непосредственной близости к среднему кольцу (нем. Mittlerer Ring).

## Архитектура и оформление
Однопролётная станция мелкого заложения, планировалась и оформлялась архитектурным бюро Херман + Этль (нем. Hermann + Öttl). В северной части платформы на юго-западной боковой стене пассажирам представляется неповторимый вид через огромное раковинообразное окно в парк. Естественно оставленные стены контрастируют с синей рамой стеклянного купола и с табличками красного цвета примерно на высоте человеческого роста. Потолок над южной частью платформы оснащен отражающими алюминиевыми панелями с двумя рядами ламп. На полу в светлых гранитных плитах встроены цветные круглые инкрустации, которые как огромные конфетти рассыпаны по платформе. Имеет два выхода по обоим концам платформы. В северной части платформы расположены два лифта, так как поблизости учреждение для инвалидов.

## Таблица времени прохождения первого и последнего поезда через станцию

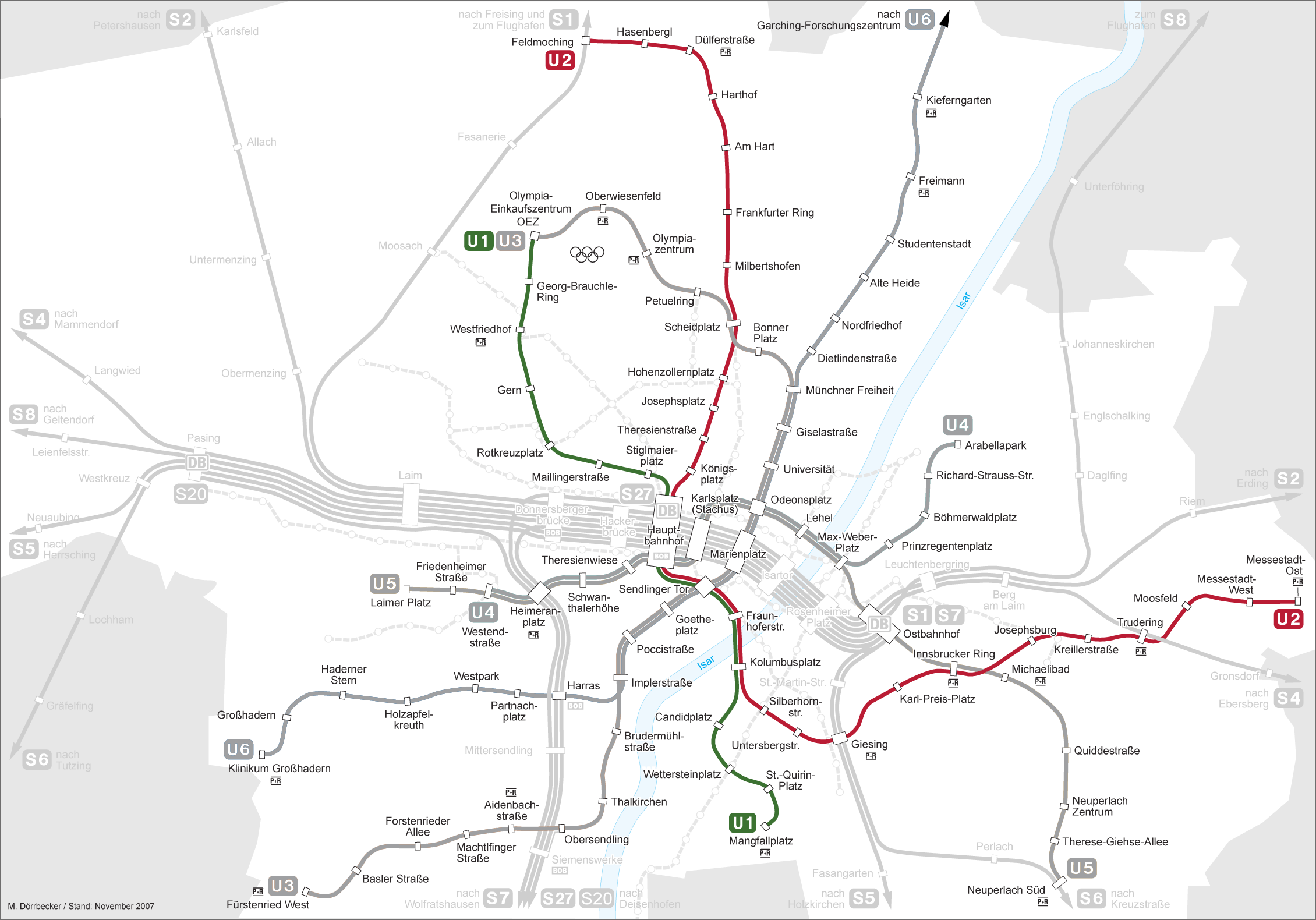
Сеть линий и мюнхенского метро

|                                     | Воскресенье — Четверг (ч:мм) | Пятница — Суббота (ч:мм) |
|                                     | первый                       |                          |
| последний                           |                              |                          |
| В сторону станции «Веттерштайнплац» | 4:22                         | 4:22                     |
| В сторону станции «Веттерштайнплац» | 1:04                         | 2:04                     |
| В сторону станции «Мангфалльплац»   | 4:46                         | 4:46                     |
| В сторону станции «Мангфалльплац»   | 1:29                         | 2:29                     |

## Пересадки
Проходят автобусы следующих линий: 147 и 220.
| Предыдущая станция | Расстояние | Линия | Расстояние | Следующая станция |
| ------------------ | ---------- | ----- | ---------- | ----------------- |
| Веттерштайнплац    | 585 м      |       | 923 м      | Мангфалльплац     |